# Henne Kirkeby
Henne Kirkeby er en bebyggelse få kilometer øst for Henne Strand og Vesterhavet i Henne Sogn, Varde Kommune. Lige syd for Henne Kirkeby findes den 915 hektar store Filsø.

## Historie
Henne Kirke kan spores tilbage til anden halvdel af 1100-tallet, og der blev bygget over en længere årrække frem til 1500-tallet.
Umiddelbart øst for kirkegården blev i 1790 opført Henne Kirkeby Kro, der i 2000'erne gennemgik en stor renovering, og i 2016 fik stedets restaurant én stjerne i Michelinguiden; året efter steg det til to stjerner.

## Vikingetiden
I 2003 fandt Museet for Varde By og Omegn lige nordvest for kirken en hidtil ukendt boplads fra vikingetiden. Her blev fundet spor efter omfattende håndværk og handel, og en vej som gik ned til Filsø. Langs vejen er fundet spor efter flere hundrede grubehuse.